# Giuseppe Galderisi
Giuseppe Galderisi (ur. 22 marca 1963 w Salerno) – były włoski piłkarz. Występował na pozycji napastnika. Obecnie trener Pescary Calcio.

## Kariera klubowa
Galderisi profesjonalną karierę rozpoczynał w barwach Juventus F.C. Debiut w Serie A zaliczył w 1981 roku. Był to jego jedyny występ w tamtym sezonie, ale jego klub zdobył mistrzostwo Włoch. W następnym sezonie częściej grywał w pierwszym zespole, łącznie rozgrywając 16 spotkań i zdobywając 6 bramek. Udało mu się, również obronić tytuł mistrzowski z Juventusem. W sezonie 1982/1983 w lidze zagrał siedmiokrotnie, a po jego zakończeniu, postanowił odjeść do Hellas Werona. W 1985 wygrał z tym klubem rozgrywki Serie A, a rok później dotarł do drugiej rundy Pucharu Europy.
W 1986 roku przeszedł do klubu A.C. Milan. Pełnił tam rolę rezerwowego, wchodząc na boisko głównie z ławki. Przez cały sezon rozegrał tam 21 meczów i strzelił 3 gole. Nie mogąc wywalczyć sobie miejsca w wyjściowej jedenastce, odszedł do drugoligowego S.S. Lazio. Regularnie grał tam w pierwszym zespole i na koniec sezonu wywalczył z klubem awans do ekstraklasy. Po tym osiągnięciu został zawodnikiem byłej drużyny – Hellasu Werona.
W 1989 roku podpisał kontrakt z Calcio Padova, grającą w Serie B. Był tam podstawowym zawodnikiem wyjściowego składu tego klubu. W sezonie 1993/1994, po barażach awansował ze swoją drużyną do pierwszej ligi. W Serie A zajęli czternastą pozycję i po wygranych w rzutach karnych barażach z Genoą CFC, utrzymali się w ekstraklasie. Rok później z ostatniego miejsca spadli do drugiej ligi.
Pod koniec kariery przeniósł się do amerykańskiego New England Revolution. Po rozegraniu czterech meczów w barwach tego klubu, odszedł do Tampa Bay Mutiny, ale po roku powrócił do drużyny z Foxborough.
| Sezon   | Klub                   | Kraj              | Rozgrywki | Mecze | Bramki |
| ------- | ---------------------- | ----------------- | --------- | ----- | ------ |
| 1980/81 | Juventus F.C.          | Włochy            | Serie A   | 1     | 0      |
| 1981/82 | Juventus F.C.          | Włochy            | Serie A   | 16    | 6      |
| 1982/83 | Juventus F.C.          | Włochy            | Serie A   | 7     | 0      |
| 1983/84 | Hellas Werona          | Włochy            | Serie A   | 29    | 7      |
| 1984/85 | Hellas Werona          | Włochy            | Serie A   | 29    | 11     |
| 1985/86 | Hellas Werona          | Włochy            | Serie A   | 24    | 6      |
| 1986/87 | A.C. Milan             | Włochy            | Serie A   | 21    | 3      |
| 1987/88 | S.S. Lazio             | Włochy            | Serie B   | 33    | 1      |
| 1988/89 | Hellas Werona          | Włochy            | Serie A   | 28    | 4      |
| 1989/90 | Calcio Padova          | Włochy            | Serie B   | 29    | 4      |
| 1990/91 | Calcio Padova          | Włochy            | Serie B   | 36    | 14     |
| 1991/92 | Calcio Padova          | Włochy            | Serie B   | 32    | 4      |
| 1992/93 | Calcio Padova          | Włochy            | Serie B   | 37    | 12     |
| 1993/94 | Calcio Padova          | Włochy            | Serie B   | 35    | 15     |
| 1994/95 | Calcio Padova          | Włochy            | Serie A   | 21    | 1      |
| 1995/96 | Calcio Padova          | Włochy            | Serie A   | 7     | 0      |
| 1996    | New England Revolution | Stany Zjednoczone | MLS       | 4     | 0      |
| 1996    | Tampa Bay Mutiny       | Stany Zjednoczone | MLS       | 21    | 7      |
| 1997    | Tampa Bay Mutiny       | Stany Zjednoczone | MLS       | 16    | 5      |
| 1997    | New England Revolution | Stany Zjednoczone | MLS       | 7     | 0      |

## Kariera reprezentacyjna
Galderisi jest byłym reprezentantem Włoch. W reprezentacji U-21 rozegrał 16 spotkań i zdobył 2 gole. W kadrze seniorskiej zadebiutował 2 czerwca 1985, w zremisowanym 1-1 pojedynku z Meksykiem i łącznie zagrał w niej 10 razy. Był uczestnikiem Mistrzostw Świata w 1986 roku, na których wystąpił w czterech spotkaniach.

## Kariera trenerska
Jego pierwszym klubem był AS Gubbio 1910, występujący w Serie C2. Później trenował inne zespoły Serie C – US Cremonese i Giulianova Calcio. Karierę trenerską przerwał w styczniu 2004, kiedy to miał atak serca. Do futbolu powrócił w 2005 roku, zostając trenerem AS Viterbese Calcio z Serie C2.
W sezonie 2006/2007 był szkoleniowcem US Avellino. Mieli bardzo udaną pierwszą połowę sezonu, którą zakończyli na pierwszym miejscu w Serie C1. 18 kwietnia 2007 odszedł z drużyny, kiedy Avellino zajmowało drugie miejsce. Od 2008 jest trenuje Pescarę Calcio.